# Type 1 Ho-Ki
Type 1 Ho-Ki (Japans: 一式装甲兵車 ホキ, Isshiki Sōkōheishahoki Ho-Ki?) is een Japans pantservoertuig dat werd ingezet bij de Japanse tankdivisies in China en de Filipijnen. Type 1 Ho-Ki had twee bemanningsleden en kon dertien soldaten tegelijk vervoeren.